# Álgebra del espacio físico
En física, el álgebra del espacio físico (AEF) es el Clifford o álgebra geométrica {\displaystyle Cl_{3}} del Espacio euclídeo tridimensional, con énfasis en su estructura paravectorial. 
El álgebra de Clifford Cl3 tiene una representación fiel, generada por las matrices de Pauli, en la representación de spin C2.
El AEF puede ser usada para construir un formalismo compacto, unificado y geométrico para la mecánica tanto clásica como cuántica.
El AEF no debe ser confundida con el álgebra del espaciotiempo, que se ocupa del Álgebra de Clifford Cℓ1,3(R) del espacio-tiempo de Minkowski cuatridimensional.

## Relatividad especial
En el AEF, la posición en el espaciotiempo está representada como un paravector
{\displaystyle x=x^{0}+x^{1}\mathbf {e} _{1}+x^{2}\mathbf {e} _{2}+x^{3}\mathbf {e} _{3},}
donde el tiempo está dado por la parte escalar {\displaystyle t=x^{0}} con {\displaystyle c=1}. En la representación con matrices de Pauli los vectores unitarios de la base son reemplazados por las matrices de Pauli y la parte escalar por la matriz identidad. Esto significa que la representación en matrices de Pauli de la posición en el espaciotiempo es
{\displaystyle x\rightarrow {\begin{pmatrix}x^{0}+x^{3}&&x^{1}-ix^{2}\\x^{1}+ix^{2}&&x^{0}-x^{3}\end{pmatrix}}}
La cuadrivelocidad es un paravector definido como la derivada respecto al tiempo propio de la posición en el espaciotiempo
{\displaystyle u={\frac {dx}{d\tau }}={\frac {dx^{0}}{d\tau }}+{\frac {d}{d\tau }}(x^{1}\mathbf {e} _{1}+x^{2}\mathbf {e} _{2}+x^{3}\mathbf {e} _{3})={\frac {dx^{0}}{d\tau }}(1+{\frac {d}{dx^{0}}}(x^{1}\mathbf {e} _{1}+x^{2}\mathbf {e} _{2}+x^{3}\mathbf {e} _{3})).}
Esta expresión puede ser reescrita en una forma más compacta definiendo la velocidad ordinaria como 
{\displaystyle \mathbf {v} ={\frac {d}{dx^{0}}}(x^{1}\mathbf {e} _{1}+x^{2}\mathbf {e} _{2}+x^{3}\mathbf {e} _{3})}
y recordando la definición del factor de Lorentz, con lo que la cuadrivelocidad se convierte en
{\displaystyle u=\gamma (1+\mathbf {v} )}
La cuadrivelocidad es un paravector unimodular, lo que implica la siguiente condición en términos de la conjugación de Clifford
{\displaystyle u{\bar {u}}=1}
La cuadrivelocidad se transforma bajo la acción del rotor de Lorentz {\displaystyle L} como
{\displaystyle u\rightarrow u^{\prime }=LuL^{\dagger }.}
Las transformaciones restringidas de Lorentz que preservan la dirección del tiempo e incluyen rotaciones y boosts pueden ser representadas por una exponenciación del biparavector rotación espaciotemporal {\displaystyle W}
{\displaystyle L=e^{{\frac {1}{2}}W}}
En la representación de matrices el rotor de Lorentz forma un ejemplo del grupo SL(2,C), que es el doble recubriemiento del grupo de Lorentz. 
La unimodularidad del rotor de Lorentz se traslada a la siguiente condición en términos del producto del rotor de Lorentz con su conjugado de Clifford
{\displaystyle L{\bar {L}}={\bar {L}}L=1}
Este rotor de Lorentz puede siempre ser descompuesto en dos factores, uno hermítico {\displaystyle B=B^{\dagger }}, y el otro unitario {\displaystyle R^{\dagger }=R^{-1}}, tal que
{\displaystyle L=BR^{\,}}
El elemento unitario {\displaystyle R} es llamado rotor porque representa las rotaciones y el elemento hermítico {\displaystyle B} es llamado boost.
El cuadrimomentum en el AEF puede ser obtenido multiplicando la cuadrivelocidad con la masa
{\displaystyle p=mu^{\,},}
con módulo
{\displaystyle {\bar {p}}p=m^{2}}

## Electrodinámica clásica
El campo electromagnético está representado por un bi-paravector {\displaystyle F}, con la parte hermítica representando el campo eléctrico y la antihermítica representando el campo magnético. En la representacio de matrices de Pauli estándar, el campo electromagnético es
{\displaystyle F=\mathbf {E} +i\mathbf {B} \rightarrow {\begin{pmatrix}E_{3}&E_{1}-iE_{2}\\E_{1}+iE_{2}&-E_{3}\end{pmatrix}}+i{\begin{pmatrix}B_{3}&B_{1}-iB_{2}\\B_{1}+iB_{2}&-B_{3}\end{pmatrix}}}
El campo electromagnético se obtiene del paravector potencial {\displaystyle A=\phi +\mathbf {A} } como
{\displaystyle F=\langle \partial {\bar {A}}\rangle _{V}.}
y el campo electromagnético es invariante bajo una transformación gauge de la forma
{\displaystyle A\rightarrow A+\partial \chi ,}
donde {\displaystyle \chi } es una función escalar.
El campo electromagnético es covariante bajo transformaciones de Lorentz según la ley
{\displaystyle F\rightarrow F^{\prime }=LF{\bar {L}}}

Las ecuaciones de Maxwell pueden ser expresadad en una sola ecuación como sigue
{\displaystyle {\bar {\partial }}F={\frac {1}{\epsilon }}{\bar {j}},}
donde la barra superior representa the conjugación de Clifford y la cuadricorriente está definida como
{\displaystyle j=\rho +\mathbf {j} .}
El lagrangiano electromagnético es
{\displaystyle L={\frac {1}{2}}\langle FF\rangle _{S}-\langle A{\bar {j}}\rangle _{S},}
que es evidentemente un escalar invariante.

La ecuación de la fuerza de Lorentz toma la forma
{\displaystyle {\frac {dp}{d\tau }}=e\langle Fu\rangle _{R}}

## Mecánica cuántica relativista
La ecuación de Dirac toma la forma
{\displaystyle i{\bar {\partial }}\Psi \mathbf {e} _{3}+e{\bar {A}}\Psi =m{\bar {\Psi }}^{\dagger }},
donde {\displaystyle \mathbf {e} _{3}} es un vector unitario arbitrario y {\displaystyle A} es el
paravector potencial que incluye el potencial vector magnético y el  potencial escalar eléctrico.

## Espinor clásico
La ecuación diferencial del rotor de Lorentz que es consistente con la fuerza de Lorentz es
{\displaystyle {\frac {d\Lambda }{d\tau }}={\frac {e}{2mc}}F\Lambda ,}
de forma que la cuadrivelocidad se calcula como la transformación de Lorentz de la cuadrivelocidad en reposo
{\displaystyle u=\Lambda \Lambda ^{\dagger },}
la cual puede ser integrada para encontrar la trayectoria en el espaciotiempo.

### Libros de texto
- Baylis, William (2002). Electrodynamics: A Modern Geometric Approach (2nd ed.). Birkhäuser. ISBN 0-8176-4025-8
- W. E. Baylis, editor, Clifford (Geometric) Álgebra with Applications to Physics, Mathematics, and Engineering, Birkhäuser, Boston 1996.
- Chris Doran and Anthony Lasenby, Geometric Algebra for Physicists, Cambridge University Press (2003)
- David Hestenes: New Foundations for Classical Mechanics (Second Edition). ISBN 0-7923-5514-8, Kluwer Academic Publishers (1999)

### Artículos
- Baylis, William (2002). Relativity in Introductory Physics, Can. J. Phys. 82 (11), 853--873 (2004). (ArXiv:physics/0406158)
- W. E. Baylis and G. Jones, The Pauli-Algebra Approach to Special Relativity, J. Phys. A22, 1-16 (1989)
- W. E. Baylis, Classical eigenspinors and the Dirac equation  , Phys Rev. A, Vol 45, number 7 (1992)
- W. E. Baylis, Relativistic dynamics of charges in electromagnetic fields: An eigenspinor approach , Phys Rev. A, Vol 60, number 2 (1999)

- Datos: Q2893020